# Рото
Рото (фр. Rothau) — коммуна на северо-востоке Франции в регионе Гранд-Эст (бывший Эльзас — Шампань — Арденны — Лотарингия), департамент Нижний Рейн, округ Мольсем, кантон Мюциг.
Площадь коммуны — 3,88 км², население — 1572 человека (2006) с тенденцией к стабилизации: 1575 человек (2013), плотность населения — 405,9 чел/км².

## Население
Население коммуны в 2011 году составляло 1596 человек, в 2012 году — 1585 человек, а в 2013-м — 1575 человек.
| 1962 | 1968 | 1975 | 1982 | 1990 | 1999 | 2006 | 2008 | 2011 | 2012 | 2013 |
| ---- | ---- | ---- | ---- | ---- | ---- | ---- | ---- | ---- | ---- | ---- |
| 1897 | 1886 | 1780 | 1596 | 1583 | 1557 | 1572 | 1584 | 1596 | 1585 | 1575 |

Динамика населения:

## Экономика
В 2010 году из 979 человек трудоспособного возраста (от 15 до 64 лет) 729 были экономически активными, 250 — неактивными (показатель активности 74,5 %, в 1999 году — 70,3 %). Из 729 активных трудоспособных жителей работали 615 человек (324 мужчины и 291 женщина), 114 числились безработными (55 мужчин и 59 женщин). Среди 250 трудоспособных неактивных граждан 71 были учениками либо студентами, 86 — пенсионерами, а ещё 93 — были неактивны в силу других причин.

## Достопримечательности (фотогалерея)

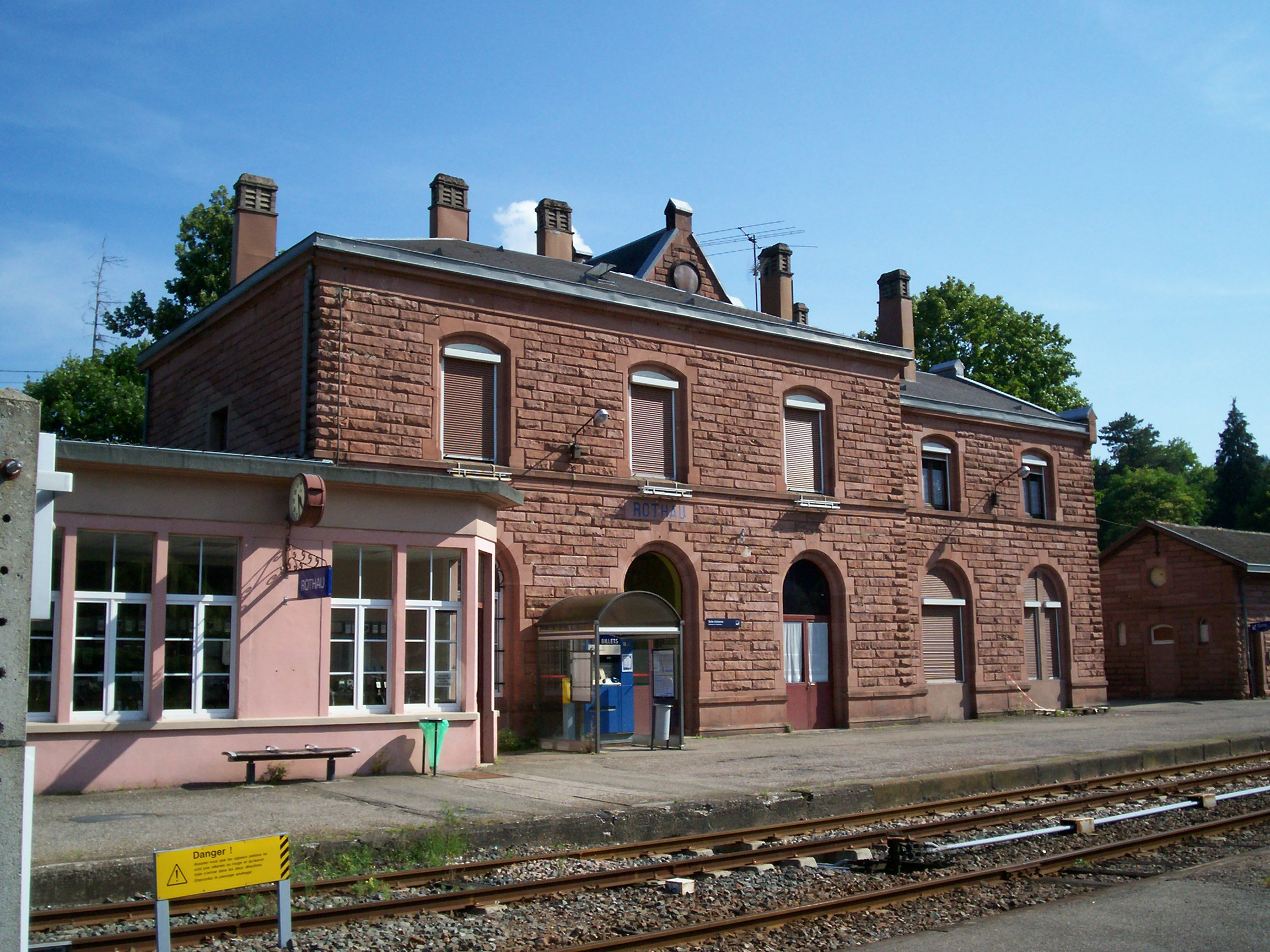
Здание вокзала
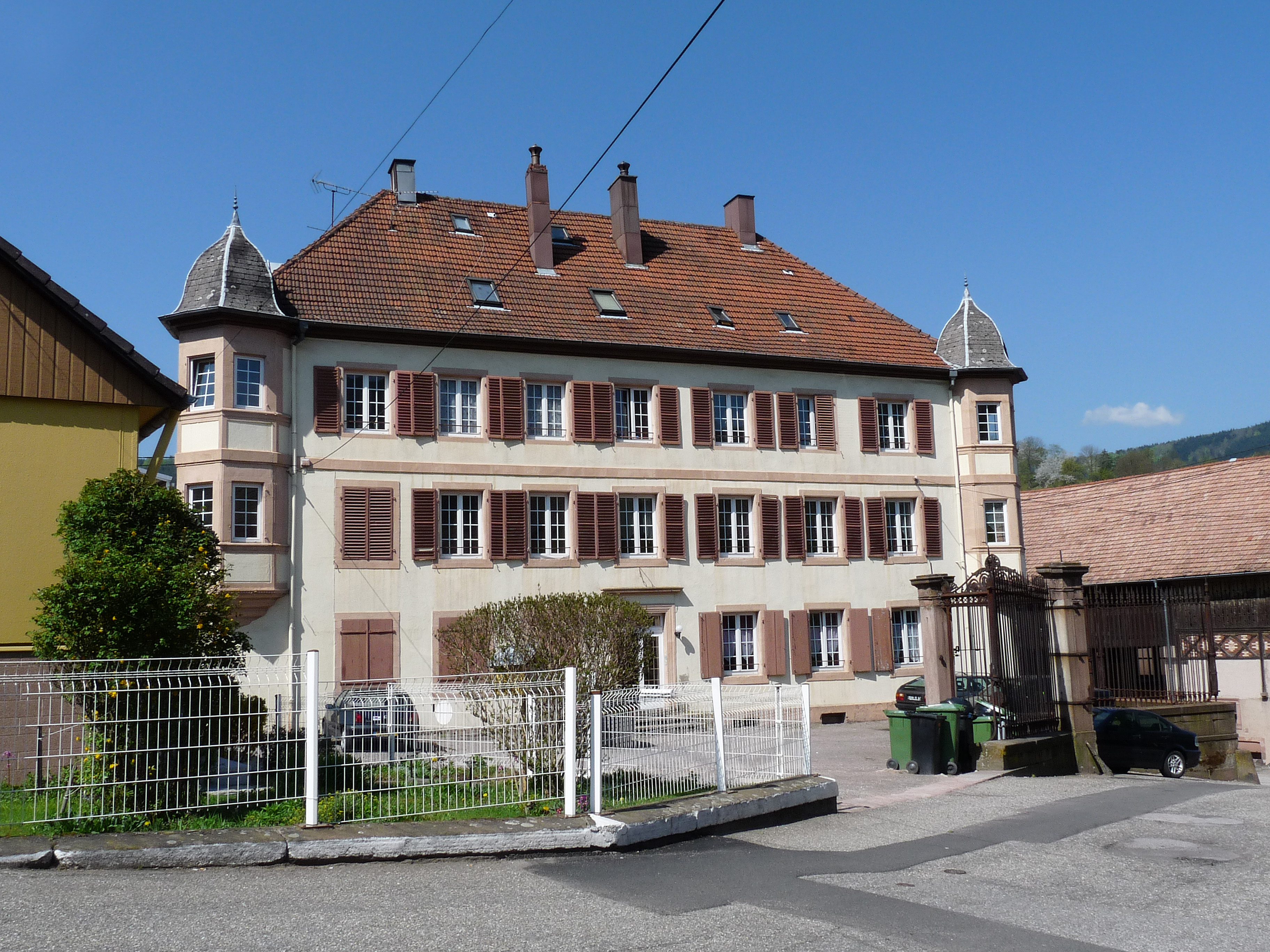
Шато семьи Дитрих
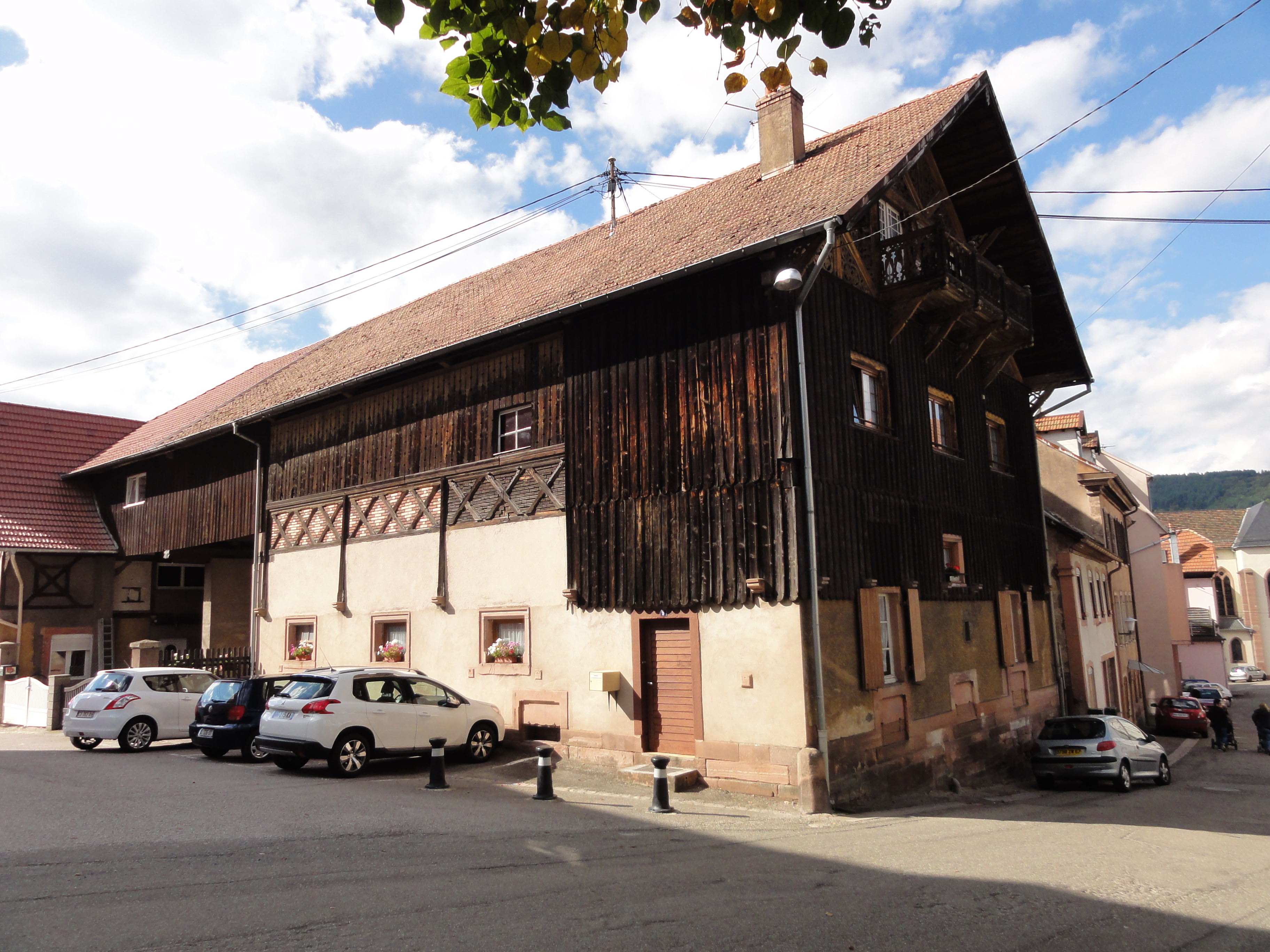
Старые конюшни шато
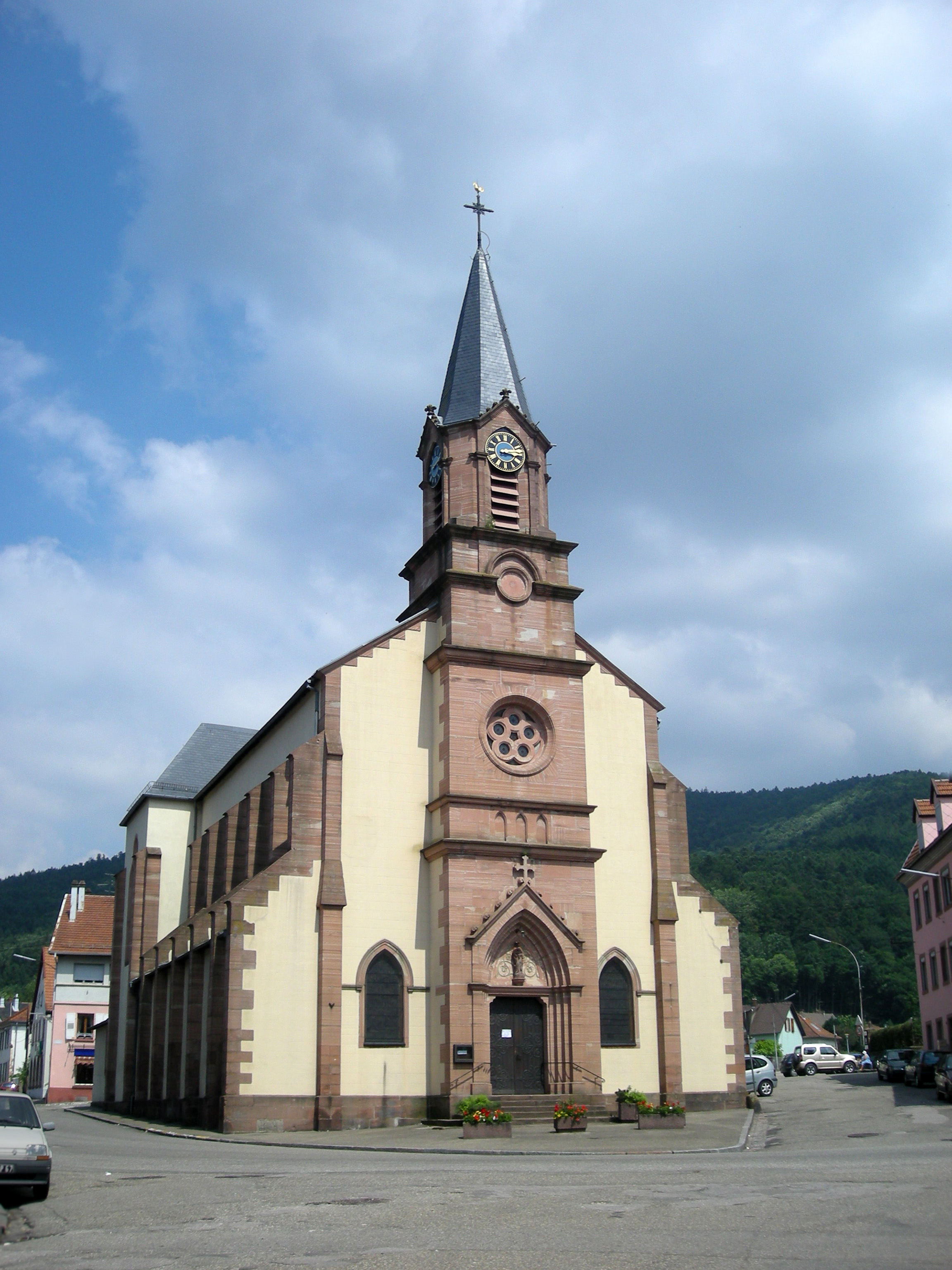
Католическая церковь Святого Николая
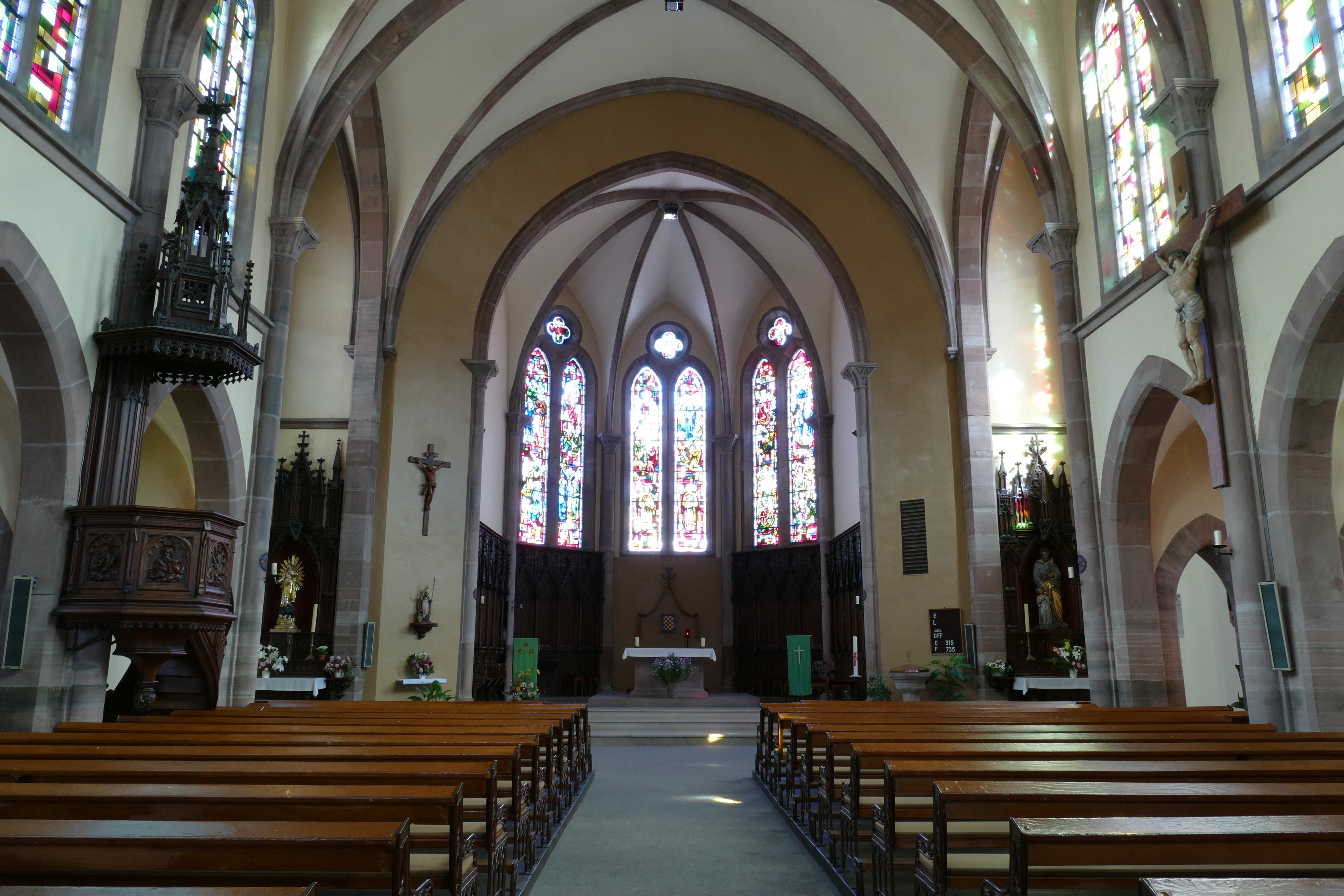
Интерьер, вид на алтарь
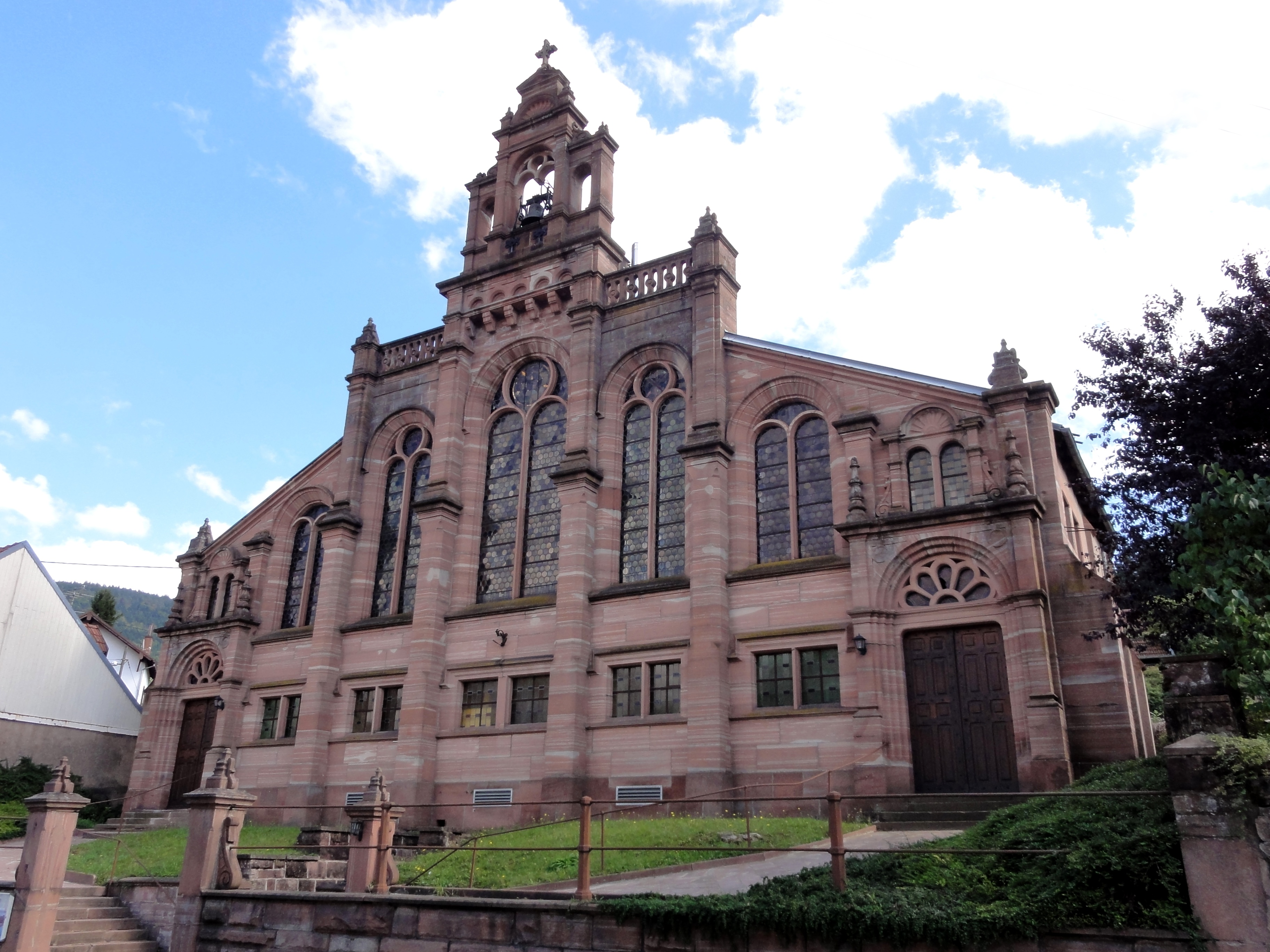
Протестантская церковь
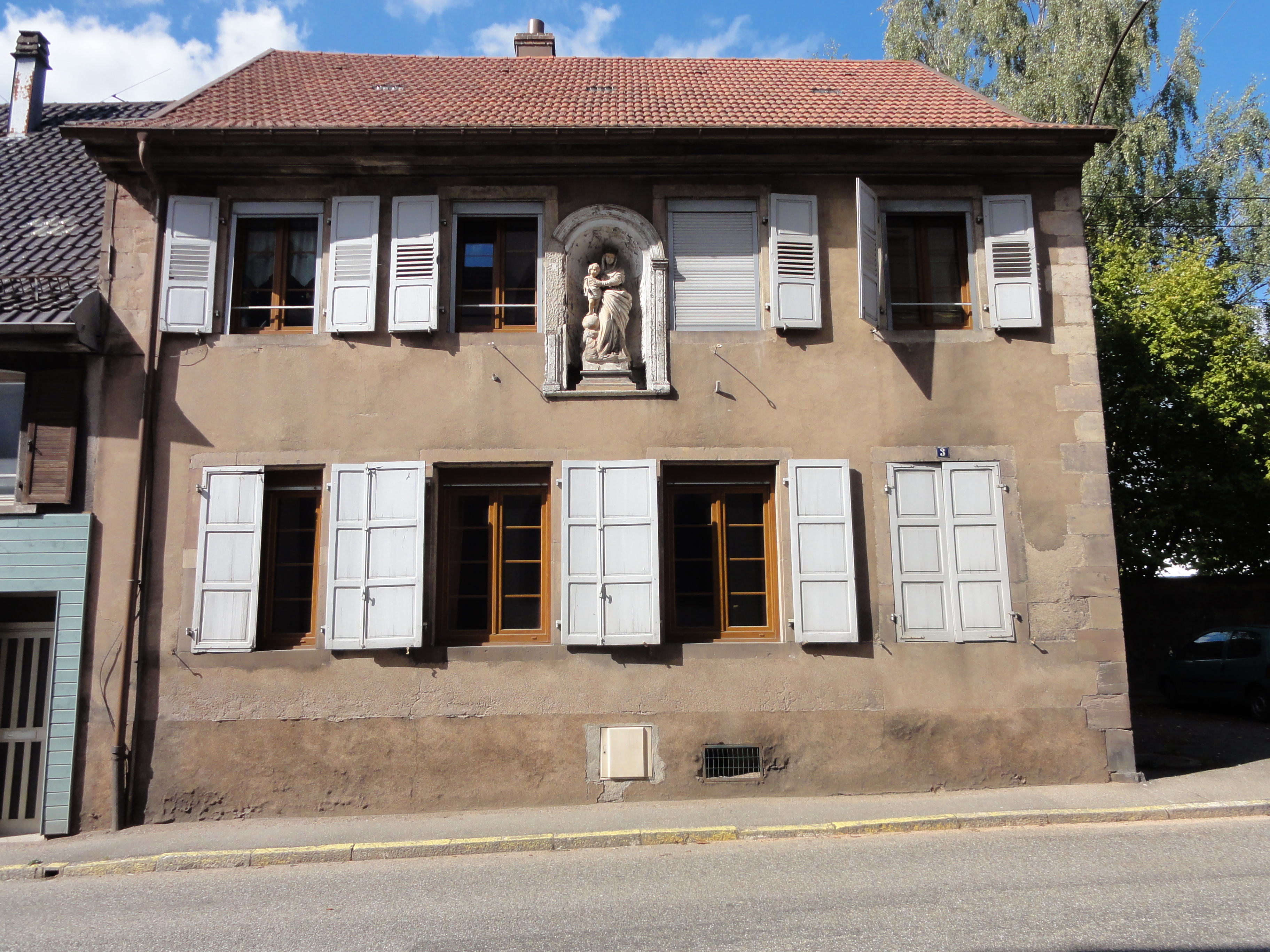
Старое здание
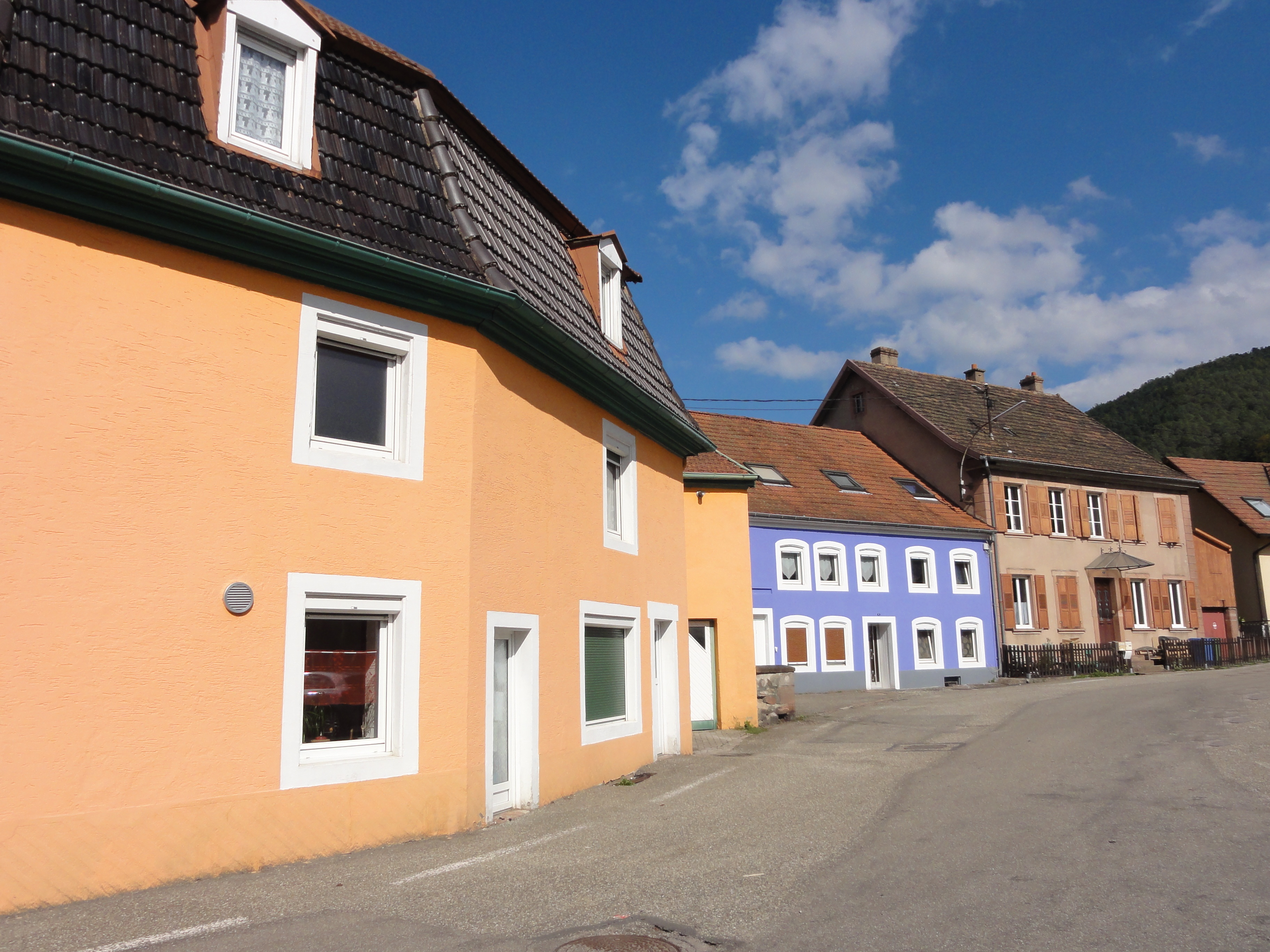
На улице Литейной